# Hypsicera carinata
Hypsicera carinata är en stekelart som beskrevs av Setsuya Momoi och Kusigemati 1970. Hypsicera carinata ingår i släktet Hypsicera och familjen brokparasitsteklar. Inga underarter finns listade i Catalogue of Life.